# 京都科学
株式会社京都科学（きょうとかがく、英: Kyoto Kagaku Co., Ltd.）は、京都府京都市伏見区に本社を置き、医学教材や文化財修復を行う企業。1891年（明治24年）に島津源蔵が始めた標本製作を源流とする。

## 沿革
- 1891年（明治24年） - 島津源蔵が標本の製作を開始。
- 1895年（明治28年） - 島津製作所内に標本部を設置。
- 1944年（昭和19年） - 島津製作所標本部閉鎖。
- 1948年（昭和23年） - 島津製作所標本部の事業を受け継ぎ、京都科学標本株式会社設立。社長に島津良蔵（島津源蔵 (2代目)の長男）。
- 1954年（昭和29年） - 合成樹脂を材料とした複製仏像、人体模型の製品化を開始。
- 1988年（昭和63年） - 株式会社京都科学に社名変更。

## 事業内容
- 医学教材

触診、穿刺、入浴介護など、医療従事者の臨床教育用各種シミュレーションの製造で、国内有数のシェアを占める。
- 文化財の修復・複製

経年により損傷した文化財の修復や、展示用の複製品の制作を行う。
- 教育用コンテンツ

地震体験車や博物館向けジオラマなど、防災・科学教育用展示物の製作を行う。